# 新疆维吾尔自治区高级人民法院
新疆维吾尔自治区高级人民法院（維吾爾語：شىنجاڭ ئۇيغۇر ئاپتونوم رايونلۇق يۇقىرى خەلق سوت مەھكىمىسى‎）是中華人民共和國新疆维吾尔自治区的高级人民法院。

## 沿革
1949年9月25日新疆和平解放，1950年1月1日新疆省高级人民法院成立。1955年，新疆维吾尔自治区成立，新疆省高级人民法院随之更名为新疆维吾尔自治区高级人民法院。
到2011年，新疆维吾尔自治区共设有法院157个（其中地方法院114个、兵团法院43个），其中高级人民法院1个（即新疆维吾尔自治区高级人民法院），高级人民法院分院2个（兵团分院、伊犁州分院），中级人民法院27个（地方14个、兵团13个），基层人民法院127个（地方98个、兵团29个）。新疆维吾尔自治区各级法院共有干警10006人（地方法院8894人、兵团法院1112人），其中法官5273人，年平均受理案件约30万件。

## 机构设置
- 审判委员会

### 内设机构
- 办公室
- 政治部（含组织人事处、法官管理处、宣传教育处、机关党委）
- 立案庭
- 刑事审判第一庭
- 刑事审判第二庭
- 刑事审判第三庭
- 民事审判第一庭
- 民事审判第二庭
- 民事审判第三庭
- 行政审判庭
- 赔偿委员会办公室
- 审判监督第一庭
- 审判监督第二庭
- 审判监督第三庭
- 审判监督第四庭
- 执行局（含执行一庭、执行二庭、执行三庭）
- 研究室（少年审判庭）
- 司法警察总队
- 信息技术处
- 司法行政装备管理处
- 督查局
- 老干部工作处
- 翻译处
- 审判管理办公室（审判委员会办公室、环境资源审判庭）
- 代表委员联络处
- 涉诉信访办公室[2]

### 事业单位
- 新疆法官学院
- 机关服务中心

### 分院
- 伊犁哈萨克自治州分院（伊犁分院）
- 生产建设兵团分院（兵团分院）

## 历任领导
院长
- 乃依木·亚森（2012年1月－2015年1月）
- 木太力甫·吾布力（2015年4月－2018年1月）
- 巴哈尔古丽·赛买提（2018年1月－2023年1月）
- 迪里夏提·沙依木（2023年1月－）

副院长

## 对应中级人民法院/铁路运输中级法院
此处不包括本院各分院的下级人民法院。
- 新疆维吾尔自治区乌鲁木齐市中级人民法院
- 新疆维吾尔自治区克拉玛依市中级人民法院
- 新疆维吾尔自治区吐鲁番地区中级人民法院
- 新疆维吾尔自治区哈密地区中级人民法院
- 新疆维吾尔自治区和田地区中级人民法院
- 新疆维吾尔自治区阿克苏地区中级人民法院
- 新疆维吾尔自治区喀什地区中级人民法院
- 新疆维吾尔自治区克孜勒苏柯尔克孜自治州中级人民法院
- 新疆维吾尔自治区巴音郭楞蒙古自治州中级人民法院
- 新疆维吾尔自治区昌吉回族自治州中级人民法院
- 新疆维吾尔自治区博尔塔拉蒙古自治州中级人民法院
- 乌鲁木齐铁路运输中级法院